# Füsiliermütze

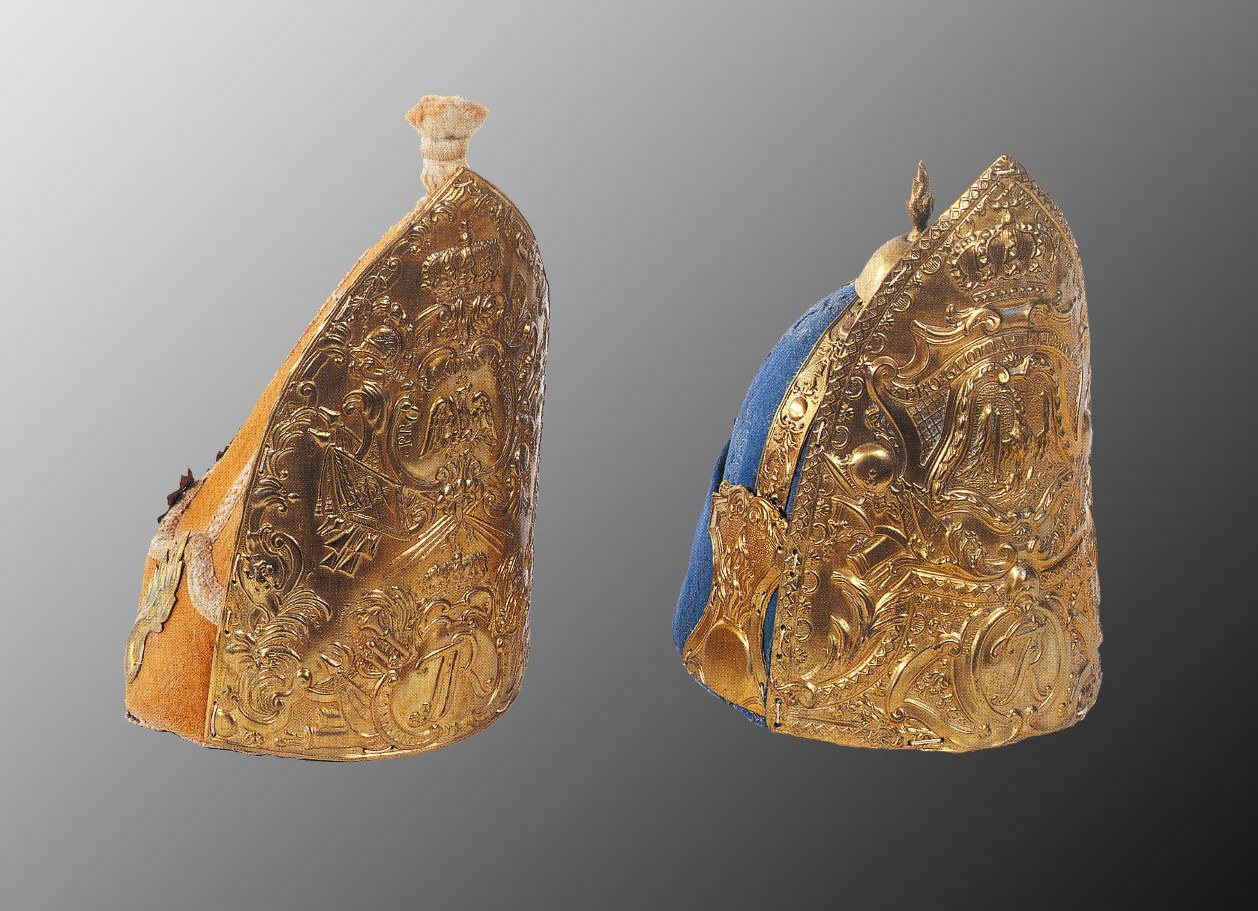
L: Grenadiermütze, R: Füsiliermütze. Preußische Armee, Mitte 18. Jh. (HGM).

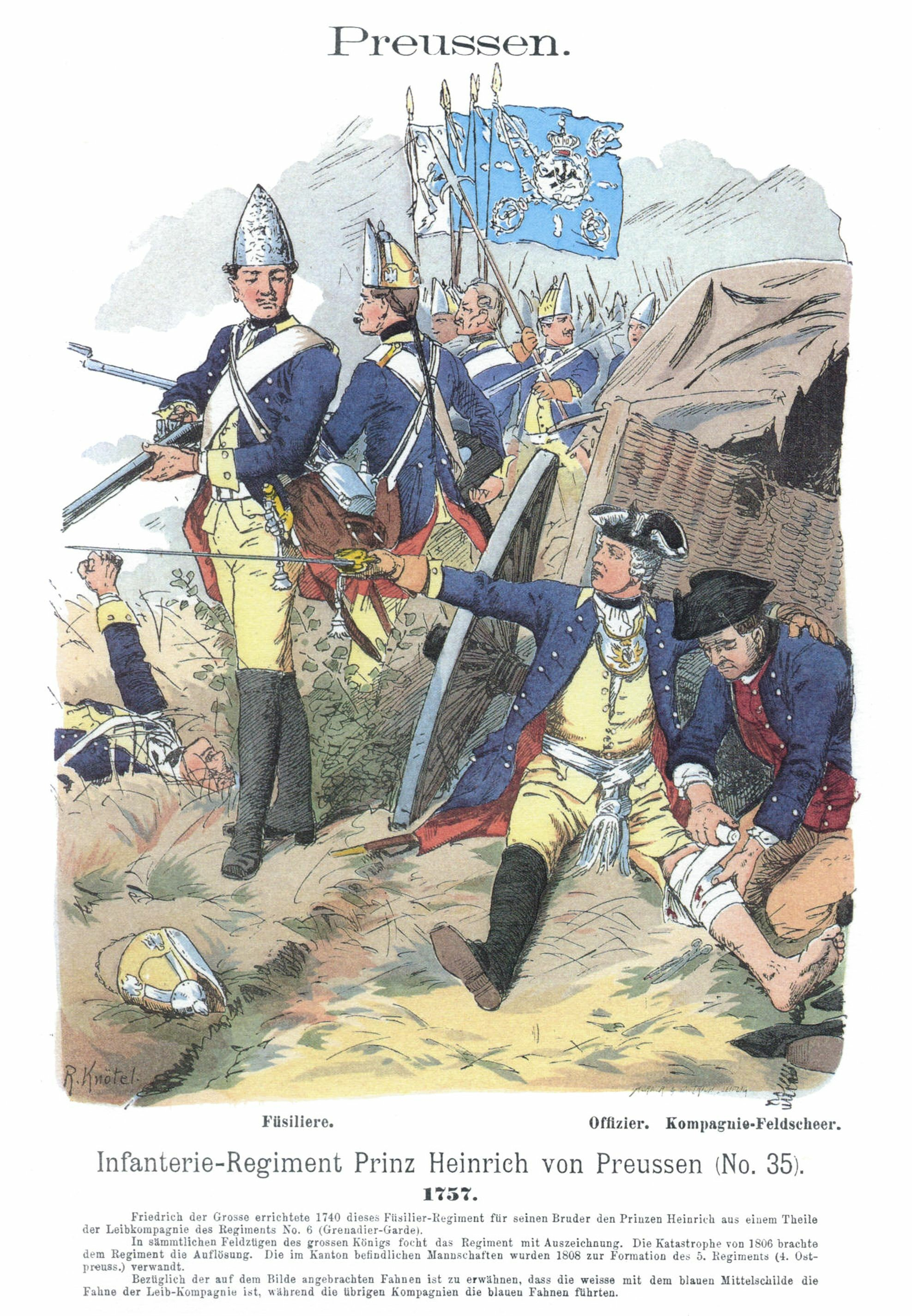
Preußische Füsiliere mit der Füsiliermütze

Die Füsiliermütze ist eine historische militärische Kopfbedeckung.
Die Füsiliermütze war typisch für die preußische Armee der Jahre 1723 bis 1790 sowie für die Armeen verschiedener Staaten des Heiligen Römischen Reiches, die dem preußischen Uniformstil folgten.
Sie bestand aus einem aufrecht stehenden blanken Vorderschild aus Metall, das mit eingeprägten Ornamenten und Hoheitszeichen versehen war. Dieser Schild ähnelte dem der preußischen Grenadiermützen, war jedoch etwas niedriger.
Im Unterschied zu den Grenadiermützen war der hintere Teil nicht als Mützenbeutel, der am Schild befestigt war gestaltet, sondern als aus Filz gepresste und mit Tuch überzogene Glocke, die von einer stilisierten Flamme aus Metall als Spitze gekrönt war. Die Glocke war freistehend und nur am unteren Rand mit dem Mützenschild verbunden.
Ausgegeben wurde die Füsiliermütze an Füsilier-Regimenter. Da diese generell im Ruf standen, im Unterschied zu den Musketier-Regimentern zweitklassig zu sein, sollte ihr Ansehen durch die Kopfbedeckung, die derjenigen der als Elite geltenden Grenadiere ähnelte, angehoben werden. Die während der Regierungszeit Friedrichs des Großen neu aufgestellten Infanterie-Regimenter waren nahezu ohne Ausnahme Füsiliereinheiten, wodurch die Füsiliermütze große Verbreitung in der preußischen Armee erfuhr.
Im Jahre 1787 wurde die Füsiliermütze in Preußen durch das Kaskett ersetzt und verschwand in der Folgezeit auch aus den anderen nach preußischem Vorbild bekleideten Armeen.
In der sächsischen Armee trugen die Grenadiere während des Österreichischen Erbfolgekrieges Kopfbedeckungen nach Art der preußischen Füsiliere, erhielten aber Mitte des 18. Jahrhunderts eine Bärenfellmütze mit Schild nach österreichischem Vorbild.
In Großbritannien erhielten die Füselierregimenter (The Royal Fusiliers (City of London Regiment), Royal Scots Fusiliers, Royal Welch Fusiliers u. a.) im Verlauf des 19. Jahrhunderts Fellmützen, die ebenfalls etwas niedriger waren als die Grenadiermütze. Während die Offiziersmützen aus Bärenfell waren, wurden die Mützen der Mannschaften aus Waschbärfell gefertigt.

## Museale Rezeption
Im Heeresgeschichtlichen Museum in Wien sind die drei Schlesischen Kriege sowie die Preußische Armee zur Zeit König Friedrichs II. im Detail dokumentiert. Darunter befinden sich auch mehrere sehr gut erhaltene, originale Grenadier- und Füsiliermützen.